# ادبیات ییدیش

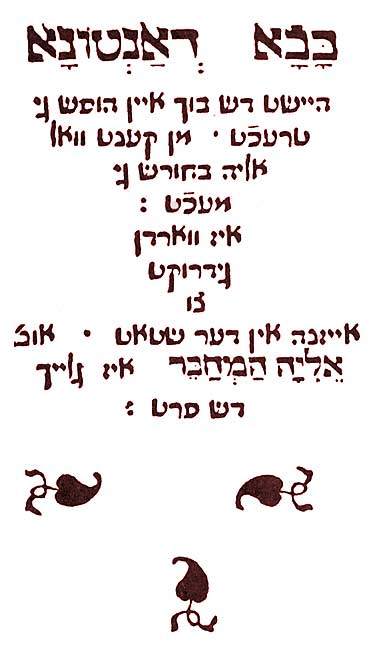
نمونه‌ای از متن ادبی ییدیش مربوط به قرن شانزدهم

ادبیات ییدیش همه نوشته‌های به‌جامانده و حتی ترانه‌ها یا سروده‌های سینه‌به‌سینه نقل‌شده به زبان ییدیش را در بر می‌گیرد. این گردایه را در سه دوره برمی‌رسند: ادبیات یدیش کهن، که از کهن‌ترین نوشته به ییدیش از کمابیش ۱۳۰۰ (میلادی) آغاز شد و تا ۱۷۸۰ (میلادی) دیرید. دوم ادبیات حسیدی و دوره هسخلاه که از همان ۱۷۸۰ (میلادی) تا ۱۸۹۰ (میلادی) پایید و سوم ادبیات یدیش معاصر، که از ۱۸۶۰ (میلادی) تا امروز را در بر می‌گیرد. اگرچه این بخش‌بندی بر حسب زمان است، اما در تبیین و توضیح هر یک از این دوره‌ها اثر عامل مکان هم پیش‌کشیده می‌شود.

## ادبیات ییدیش کهن
تاریخ ادبیات ییدیش در سده‌های میانه و پیش از اختراع دستگاه چاپ و با ترجمه آغاز می‌شود. از دیگر سو ییدیش زبان روزمره اشکنازیان اروپای مرکزی بود. از این رو در برابر عبری که زبان مقدس، زبان تورات و تلمود بود، ادبیات ییدیش رنگ‌ورویی عامیانه داشت. با این همه بخش بزرگی از ادبیات آغازین ییدیش ادبیات دینی یا برگرفته از متون دینی بود. گواه این که درون‌مایه این ادبیات حماسه‌هایی برگرفته از داستان‌های کتاب مقدس بود. نیز این که اشکنازیان الفبای عبری را برای نوشتن به ییدیش برگزیدند، خود درخور توجه است. چندان که ییدیش از دیگر زبان‌های ژرمنی فاصله می‌گرفت و زبانی متمایز می‌شد، دعاها یا جمله‌هایی به ییدیش کنار نیایش‌های عبری نوشته می‌شد. کهن‌ترین دست‌نوشته به ییدیش نسخه‌ای خطی است،که از ۱۲۷۲ (میلادی)/ ۶۵۱ (جلالی) به‌جا مانده است.

## ادبیات معاصر ییدیش
ادبیات معاصر ییدیش با انتشار «آدم کوچک» نوشته شولم ینکف آبرامویچ در ۱۸۶۰ (میلادی) آغاز می‌شود.

### برندگان جایزه نوبل
- سال بلو
- ایزاک بشویس سینگر